# Daniel Borsuk
Daniel Evan Borsuk OQ CSM FRCSC (né le 19 janvier 1978) est un chirurgien plasticien canadien à Montréal, Québec pionnier de la reconstruction faciale et dont,,,,, la première greffe de visage au Canada a été réalisée sous sa direction. Il est également un défenseur de la sécurité et de l'éducation des animaux de compagnie, un partisan des soins de santé universel, et un officier de l’Ordre national du Québec,,,,,,.  

## Biographie
Borsuk est né à Montréal, au Québec, et a obtenu son Docteur en médecine et son Master en Administration des Affaires du programme conjoint de l'Université McGill avant de poursuivre une résidence en chirurgie plastique et reconstructive à Université de Montréal,. Il a complété une formation complémentaire aux États-Unis en chirurgie buccale et maxillo-faciale adulte et pédiatrique, en microchirurgie, et en chirurgie esthétique à l’hôpital Johns Hopkins et au Centre de traumatologie de choc à Baltimore, Maryland. 
Grâce à sa bourse, Borsuk a pratiqué au Centre médical de l'Université du Maryland à Baltimore, Maryland, de 2011 à 2012. En mars 2012, il faisait partie d'une équipe chirurgicale qui «pratiquait la greffe de visage la plus étendue au monde» jusqu'à ce point. L'opération de 36 heures a restauré le visage d'un homme de Virginie qui avait perdu une grande partie de son visage dans un accident d'arme à feu. Borsuk "a acquis une renommée internationale" pour son rôle dans cet effort, et il est retourné à la pratique à Montréal cette année-là. Son expérience aux États-Unis l'a amené à parler en faveur des soins de santé universel, disponibles au Canada mais pas aux États-Unis. En 2015, Borsuk a effectué une autre procédure novatrice pour reconstruire le visage d'un jeune homme défiguré après avoir été battu des années auparavant, en transplantant un morceau de l'os de la hanche du patient, avec des vaisseaux sanguins dans le visage et en pratiquant la chirurgie à travers la bouche du patient pour éviter les cicatrices visibles. L'intérêt de Borsuk pour la sécurité des animaux de compagnie s'est également développé pendant cette période, en raison de son travail de réparation des défigurations causées par des enfants mutilés par des chiens, le plus souvent des pit-bulls et des mélanges de pit bulls,. 
En mai 2018, Borsuk a dirigé l'équipe qui a effectué la première greffe complète du visage au Canada à l'Hôpital Maisonneuve-Rosemont,,. La greffe a duré plus de 30 heures et a remplacé les mâchoires supérieures et inférieures, le nez, les lèvres et les dents de Maurice Desjardins, un homme de 64 ans qui s'est tiré une balle dans un accident de chasse. En décembre 2018, Borsuk a de nouveau reçu une attention nationale pour avoir dirigé la chirurgie reconstructive du crâne d'une fille hydrocéphalique, effectuant une opération de 12 heures au cours de laquelle il a démonté son crâne surdimensionné, drainé deux litres de liquide de son cerveau et réassemblé des morceaux d'elle. crâne dans une taille plus normale. 
En juin 2019, Borsuk a été nommé Officier de l'Ordre national du Québec pour ses contributions internationales à la reconstruction faciale, et en janvier 2024, il a été décoré de la Croix du service méritoire du Gouverneur général du Canada, en reconnaissance de ses contributions internationales à la reconstruction faciale, à la chirurgie de transplantation faciale et à la chirurgie plastique esthétique. En 2020, il faisait partie des dix hommes profilés dans le livre jeunesse, Dix gars passionnés: dix parcours inspirants). En mai 2021, Borsuk a été la vedette d'une série documentaire diffusée sur le réseau TVA intitulée Chirurgie Plastique : Reconstruire la Vie, qui a remporté le Prix Gémeaux de la meilleure série documentaire pour la science et la nature.
Depuis 2020, Borsuk est chef du service de chirurgie plastique au Centre hospitalier universitaire Sainte-Justine (CHU Sainte-Justine), le plus grand centre mère-enfant au Canada. Il dirige également un cabinet d'esthétique privé.